# .dwg
DWG ("drawing")는 2차원/3차원 도면 정보를 저장하는 데 사용되는 파일 형식이다.
오토데스크사가 제정한 고유한 형식이지만, 많은 캐드 개발사들이 오토캐드와의 호환성을 유지하기 위하여 이 포맷을 지원하고 있다.

## 버전 역사
| 버전       | 내부 버전      | 오토캐드 버전                                              |
| ---------- | -------------- | ---------------------------------------------------------- |
| DWG R1.0   | MC0.0          | 오토캐드 릴리즈 1.0.                                       |
| DWG R1.2   | AC1.2          | 오토캐드 릴리즈 1.2                                        |
| DWG R1.40  | AC1.40         | 오토캐드 릴리즈 1.40                                       |
| DWG R2.05  | AC1.50         | 오토캐드 릴리즈 2.05                                       |
| DWG R2.10  | AC2.10         | 오토캐드 릴리즈 2.10                                       |
| DWG R2.21  | AC2.21         | 오토캐드 릴리즈 2.21                                       |
| DWG R2.22  | AC1001, AC2.22 | 오토캐드 릴리즈 2.22                                       |
| DWG R2.50  | AC1002         | 오토캐드 릴리즈 2.50                                       |
| DWG R2.60  | AC1003         | 오토캐드 릴리즈 2.60                                       |
| DWG R9     | AC1004         | 오토캐드 릴리즈 9                                          |
| DWG R10    | AC1006         | 오토캐드 릴리즈 10                                         |
| DWG R11/12 | AC1009         | 오토캐드 릴리즈 11, 오토캐드 릴리즈 12                     |
| DWG R13    | AC1012         | 오토캐드 릴리즈 13                                         |
| DWG R14    | AC1014         | 오토캐드 릴리즈 14                                         |
| DWG 2000   | AC1015         | 오토캐드 2000, 오토캐드 2000i, 오토캐드 2002               |
| DWG 2004   | AC1018         | 오토캐드 2004, 오토캐드 2005, 오토캐드 2006                |
| DWG 2007   | AC1021         | 오토캐드 2007, 오토캐드 2008, 오토캐드 2009                |
| DWG 2010   | AC1024         | 오토캐드 2010, 오토캐드 2011, 오토캐드 2012                |
| DWG 2013   | AC1027         | 오토캐드 2013, 오토캐드 2014, 오토캐드 2015, 오토캐드 2016 |
| DWG 2018   | AC1032         | 오토캐드 2018, 오토캐드 2019                               |

## 오픈 디자인 얼라이언스 버전
한편 오픈 디자인 얼라이언스(ODA,Open Design Alliance) 협회에서 .dwg파일형식을 지원하는 회원용 OpenDWG 라이브러리(나중에 'Teigha'로 명명)를 완전히 구현함으로써 더 이상 .dwg 파일 형식은 사실상 독점적 지위를 보장하거나 보장하지 않을 수 있는 파일 형식이 되었다. OpenDWG 라이브러리는 FSF(Free Software Foundation)에서 GNU GPL로 LibreDWG 라이브러리로 포팅하였다.